# Noah Hathaway
Noah Leslie Hathaway (Los Angeles, 13 de novembro de 1971) é um ator estadunidense. Interpretou o protagonista do filme "The NeverEnding Story" de 1984.

## Carreira
Ator de comerciais desde a infância, estreou na televisão na série "Battlestar Galactica" em 1978. Por esta atuação, recebeu uma indicação ao "Young Artist Awards".
Em 1984, foi o protagonista de "The NeverEnding Story", filme que lhe rendeu a segunda indicação ao "Young Artist Awards". No Young Artist ele não venceu, mas no Prêmio Saturno, de 1985, ganhou na categoria "melhor performance de jovem ator".
Em 1986, fez o papel de Harry Potter Jr. no filme "Troll", sendo indicado pela terceira vez ao "Young Artist Awards". Também trabalhou em The NeverEnding Story II: The Next Chapter, CHiPs, Mork & Mindy, entre outros trabalhos.
Noah também se aventurou em corridas de motocicletas, participando de alguns edições da categoria "supersport" americana.